# Cicindela scutellaris
Cicindela scutellaris este o specie de insecte coleoptere descrisă de Thomas Say în anul 1823. Cicindela scutellaris face parte din genul Cicindela, familia Carabidae.

## Subspecii
Această specie cuprinde următoarele subspecii:
- C. s. flavoviridis
- C. s. lecontei
- C. s. rugata
- C. s. rugifrons
- C. s. scutellaris
- C. s. unicolor
- C. s. yampae